# Акбулацький сільський округ (Чингірлауський район)
Акбула́цький сільський округ (каз. Ақбұлақ ауылдық округі, рос. Акбулакский сельский округ) — адміністративна одиниця у складі Чингірлауського району Західноказахстанської області Казахстану. Адміністративний центр — село Акбулак.
Населення — 517 осіб (2021; 1035 у 2009, 1721 у 1999, 2273 у 1989).
Станом на 1989 рік існувала Акбулацька сільська рада (села Агатан, Карабулак, Котантал, Тасмола). 2011 року було ліквідовано село Агатан.

## Склад
До складу округу входять такі населені пункти:
| Населений пункт | Старі назви | Населення, осіб (1989) | Населення, осіб (1999) | Населення, осіб (2009) | Населення, осіб (2021) |
| --------------- | ----------- | ---------------------- | ---------------------- | ---------------------- | ---------------------- |
| Агатан, село    | -           | 179                    | 130                    | 35                     | -                      |
| Акбулак, село   | Тасмола     | 1676                   | 1303                   | 872                    | 500                    |
| Карабулак, село | -           | 116                    | 0                      | -                      | -                      |
| Кутантал, село  | Котантал    | 302                    | 288                    | 128                    | 17                     |